# Grant Major
Grant Major (* 1955 in Palmerston North, Neuseeland) ist ein neuseeländischer Szenenbildner.
Grant Majors Design-Karriere begann mit neuseeländischen TV-Produktionen. Seine Erfahrung reicht von Inszenierungen von Veranstaltungen (Commonwealth-Games-Zeremonie) bis zur Gestaltung der neuseeländischen Pavilions für die Weltausstellungen in Australien und Spanien. Seit fast 30 Jahren ist er als Film-, Commercial-, Event- und Ausstellungsgestalter tätig.
Zu seinen größten Erfolgen gehört die „The Lord of the Rings“-Trilogie von Peter Jackson, 2004 gewann er den Oscar für „Best Art Direction-Set Decoration“ für Der Herr der Ringe: Die Rückkehr des Königs.
Außerdem war er für zwölf weitere Projekte (u. a. durch AFI und The Art Directors Guild) nominiert und gewann weitere 15 Preise.

## Filmografie
Production Designer (Auszug)
- 1996: The Frighteners
- 2001: Der Herr der Ringe: Die Gefährten (The Lord of the Rings: Fellowship of the Ring)
- 2002: Whale Rider
- 2002: Der Herr der Ringe: Die zwei Türme (The Lord of the Rings: The Two Towers)
- 2003: Der Herr der Ringe: Die Rückkehr des Königs (The Lord of the Rings: The Return of the King)
- 2005: King Kong
- 2008: The Ruins
- 2009: The Vintner’s Luck
- 2021: The Power of the Dog

Art Director (Auszug)
- 1984: The Invisible Man (Episodenrolle)
- 1989: Kitchen Sink
- 1990: An Angel at My Table
- 1994: Hercules and the Amazon Women (TV)
- 1994: Hercules: The Legendary Journeys - Hercules and the Lost Kingdom (TV)